# Serafim Sarovský
Svatý Serafim Sarovský (rusky Серафим Исидорович Саровский, 1. srpna/19. července 1754 nebo 1759) – (14. ledna/2. ledna 1833), občanským jménem Prochor Mošnin (Прохор Мошнин), patří k nejvíce uctívaným ruským mnichům a mystikům pravoslavné církve. Je považován za jednoho z největších starců (duchovních otců) 19. století.
Učil o sebeobětování, kontemplaci a o pojetí křesťanského života jako o cestě k přijetí Svatého Ducha.
Serafim byl kanonizován Ruskou pravoslavnou církví roku 1903. Datum úmrtí je vzpomínáno jako jeho velký svátek. Jeho uctívání je rozšířeno i mimo pravoslavnou církev; Papež Jan Pavel II. o něm mluví jako o svatém ve své knize, Překročení prahu naděje.
Většinu toho, co o něm dnes víme, o něm napsalo jedno z jeho „duchovních dětí“, Nikolaj Motovilov.
Jedním z nejslavnějších výroku svatého Serafima, poměrně dobře známým mezi pravoslavnými věřícími, je: „Získej vnitřní pokoj a tisíce okolo tebe naleznou spásu.“

## Mládí

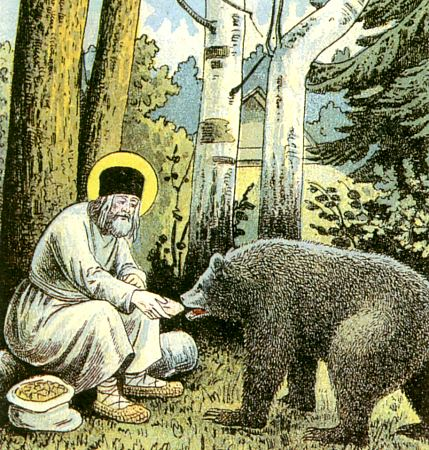
Svatý Serafim krmí před svou poustevnou medvěda (z litografie Cesta do Sarova, 1903).

Svatý Serafim se narodil 19. července (podle gregoriánského kalendáře 1. srpna) 1754. Byl pokřtěn jako Prochor, podle svatého Prochora, jednoho ze Sedmi diákonů v prvotní církvi, který byl poslušník (žák) Jana Evangelisty. Serafimovi rodiče, Izidor a Agáta Mošninovi, pocházeli z Kursku. Jeho otec byl obchodník, ovšem Serafim se o obchodování nezajímal a místo toho už od raného věku byl velmi zbožný a pevný v pravoslavné víře. V dětství se několikrát zázračně uzdravil. V sedmi letech spadl z novostavby jedné zvonice mezi kamení a stavební materiál a zázrakem se mu nic nestalo. O několik let později jej postihlo vážné onemocnění neznámou chorobou bez naděje na uzdravení. Ve snu obdržel příslib Panny Marie, že přijde a uzdraví ho. A skutečně, když šlo pak ulicí procesí s ikonou Přesvaté Bohorodičky Kurské (Znamenije Kurskaja Korennaja), přišla bouře a proto se poutníci s obrazem uchýlili k rodině do domu. Matka ho tehdy donesla k ikoně a on ve chvíli kdy ji políbil, byl uzdraven.
Roku 1775, když mu bylo 17, se v Kyjevě setkal se svatou Dorotheou. Roku 1777 ve věku 19 let, vstoupil do sarovského monastýru jako novic (poslušník). V roce 1786 byl postřižen (přijal mnišský slib) a jméno Serafim, což hebrejsky znamená „ohnivý“ nebo „hořící“. Jako poslušník se vyučil několika řemeslům, nejvíce vynikal jako stolař. Krátce poté, byl vysvěcen na jerodiákona (tj. mnicha – diákona). Roku 1793 pak byl vysvěcen na jeromonacha a stal se duchovním otcem v divějovském klášteře, dnes známém jako Serafimo-Divějovský komplex.

## Poustevníkem
Dne 20. listopadu 1794, v předvečer svátku Uvedení přesvaté Bohorodičky do chrámu (přesně 16 let po svém příchodu) odchází asi 6 km od kláštera do lesní chýše u řeky Sarovky. Bylo mu právě 35 let, což je v životě muže podle jeho vlastních slov velmi důležitý věk. Z poustevny přicházel do monastýru pouze na bohoslužby, jinak trávil svůj čas v ní o samotě a svůj čas dělil mezi modlitbu, četbu Svatého Písma a spisů svatých otců, a práci v zahradě, kterou si zřídil při své poustevně. Živil se pouze tím, co mu dala zahrada. Různé části lesa, ve kterém byla jeho poustevna, pojmenoval podle míst v Bibli, jako „Svaté město Jeruzalém“, „Nazaret“, „Betlém“, hora „Tábor“, „Golgota“, řeku Soravku nazval „Jordán“. Při modlitbách na těchto místech si připomínal různé biblické události. Zanedlouho k němu začala přicházet divá zvěř jako medvědi, vlci, lišky, nebo zajíci, která se s ním přátelila. To, že za ním skutečně přicházela tato zvířata, bylo potvrzeno mnoha svědky a naznačuje to, že vyprávění legend o podobných případech ze života jiných svatých poustevníků (jako sv. Jiří, sv. Ivana Českého, sv. Prokopa Sázavského a dalších), není výmyslem. Když dokončil modlitby, vycházel z chýše a začal je krmit. Zvláště jeden velký medvěd se těšil jeho přízni. Proto je světec někdy zobrazován, jak podává kus chleba medvědovi. Vedl zde po 25 let osamělý život jako poustevník. Kvůli velké askezi, kterou v té době praktikoval, mu otekly nohy až do té míry, že měl problém s chozením.

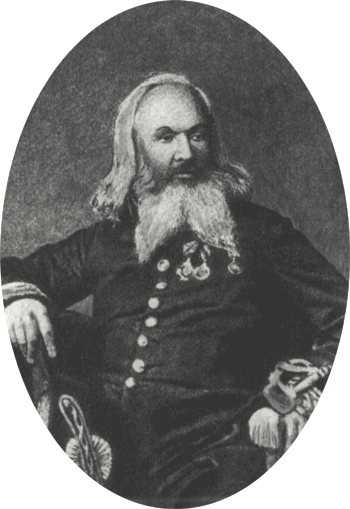
Nikolaj Motovilov, jeden z nejznámějších žáků svatého Serafima.

Jednoho dne při sekání dřeva v lese byl Serafim napaden skupinou loupežníků, kteří ho přepadli a bili tak dlouho, dokud si nemysleli, že už je mrtvý. Vůbec se jim nebránil a tak byl bit vlastní sekerou. Lupiči pak hledali peníze, které by mu mohli ukrást – ovšem všechno co u něj našli, byla ikona Bohorodice (Panny Marie). Od té doby pak svatý Serafim musel chodil až do konce života shrbený. Přesto však, když byli později lupiči chyceni a souzeni, prosil soudce o odpuštění trestu za jejich zločin.
Po této události strávil 1000 po sobě jdoucích nocí na kameni v nepřetržitých modlitbách s rukama pozdviženýma k nebi. Byl to téměř nadlidský výkon absolutní askeze, navíc ztížený bolestmi, které ho provázely ze zranění po útoku lupičů.

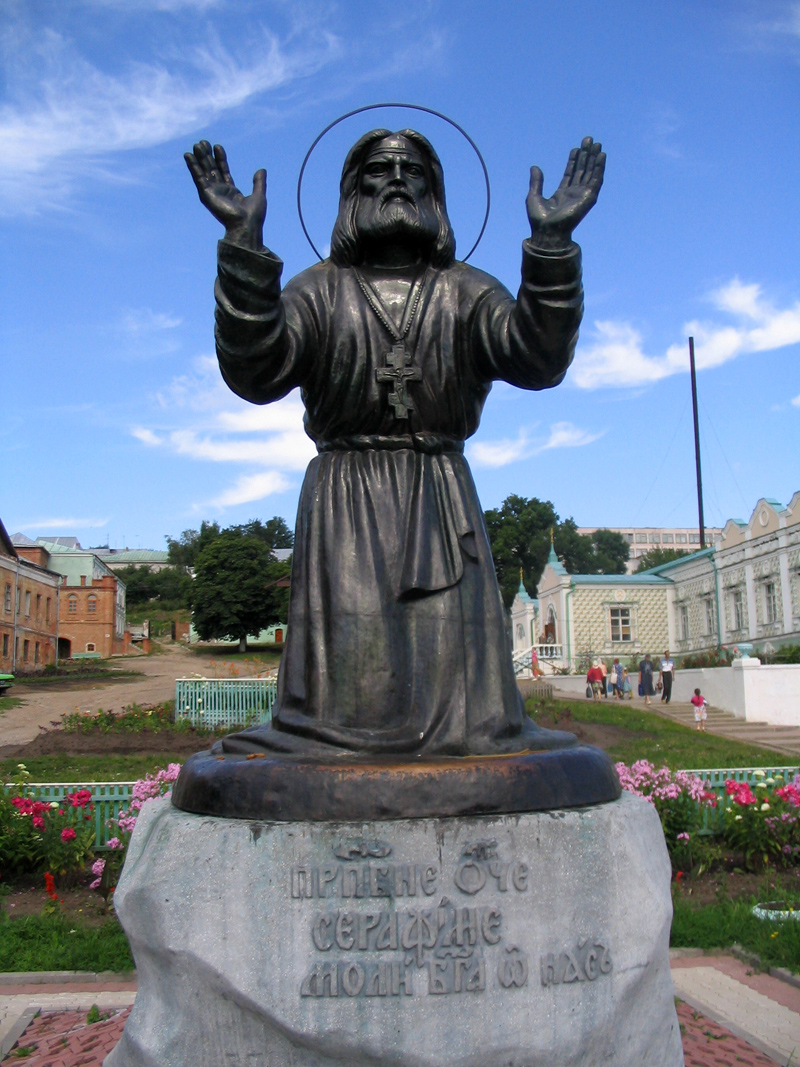
Socha svatého Serafima modlícího se na kameni (Korenajský monastýr, Kursk).

Roku 1815, v poslušnosti k vidění, které dostal od Panny Marie, Serafim začal přijímat ve své poustevně poutníky a začal působit jako zpovědník. Brzy se stal nesmírně známým, jako léčitel a divotvorce a pro svůj dar prorokování. Navštěvovaly ho často stovky poutníků denně a měl dar zodpovědět otázku hosta, který za ním přišel, ještě dříve, než ji vůbec stačil návštěvník položit.
Zatímco k sobě byl Serafim nesmírně přísný, k ostatním se choval nesmírně přátelsky a mírně — své hosty vždy zdravil poklonou, polibkem pokoje, za zvolání velikonočního pozdravu: "Kristus vstal z mrtvých!" a každého nazýval "má radosti."

## Zázraky
Až z Petrohradu přivezli do Sarovského monastýru mnoho let těžce revmatického N. A. Motovilova, měl silně opuchlé, zcela nepohyblivé klouby, přeleželá záda a boky. Svatý Serafim, ke kterému nemocného přinesli z vozu čtyři lidé, s nimi napřed hovořil. Potom poznamenal:
„Vždyť nejsem lékař, zde je potřeba se obrátit na lékaře“. Motovilov mu ve velkých bolestech řekl, že byl už u mnoha lékařů, že neočekává už od nikoho pomoci, než od Boha, a prosil svatého Serafima, aby se modlil za jeho uzdravení.
Světec se ho zeptal:
„A věříš v Pána Ježíše Krista, že je Bohočlověk?“
Nemocný odpověděl:
„Věřím.“
Světec pokračoval:
„A věříš, že Pán tě může nyní udravit, jako předtím uzdravoval jediným slovem, anebo svým dotykem všechny nemoci, může i nyní tebe uzdravit?“
Motovilov odpověděl:
„Ano, věřím v to celým srdcem“.
Pak řekl Svatý Serafim:
„Nuž, když věříš, tak jsi zdravý“,
Přikázal lidem, kteří Motovilova drželi, aby ho pustili, potom ho postavil na nohy a řekl:
„Stůj pevně“.
Potom poznamenal :
„Hle, jak dobře stojíš! Začni chodit“.
Vzal ho za ruku a vedl ho. Na to mu pověděl :
„Hle, Pán tě uzdravil a odňal od tebe tvé hříchy. Pevně věř v Něj, našeho Spasitele, a miluj ho celým svým srdcem“.
V tom okamžiku Motovilov pocítil, že už je zdravý, a zůstal úplně zdravý až do své smrti.
Jindy bylo k němu přinesené děvče se silnou vodnatostí, doprovázené dvěma ženami.
Světec řekl :
„Jsi velmi nemocná, můj poklade. Ale umyj se ve zdejší studánce, napij se z ní a zítra znovu přijď“.
Druhého dne přišla dívka s oběma ženami úplně zdravá. V noci se její vodnatelost ztratila.
Zdaleka, až z Vjatské gubernie, přijel na trojce mladý kupec Gurij Vorotilov. Jel celé tři dni za stálého klusu. Jeho žena byla nemocná a lékaři si nevěděli rady. Hned jak přijel se vyptával, kde přebývá otec Serafim a hned se hnal k němu a prosil ho o modlitbu za ženu. Svatý Serafim si jeho prosbu vyposlechl, přimhouřil oči a pohroužil se do tiché modlitby, během které Gurij klečel a také se tiše modlil.
Za chvíli svatý Serafim řekl:
„Vstaň, můj poklade, Pán uzdravil tvou ženu. Vrať se v pokoji“.
Kupec po příchodu domů nalezl svou ženu zdravou.
Nikolaj Motovilov (1809–1832) zaznamenal proměnění otce Serafima Sarovského tak, jak ho sám zažil:
'Pak mě otec Serafim uchopil pevně za ramena a řekl:
„Můj příteli, právě teď, v této chvíli, jsme my oba ve Svatém Duchu, ty a já. Proč se na mě nedíváš?“
„Nemohu se na vás dívat otče, protože světlo zářící z vašich očí a obličeje je jasnější než slunce a já jsem oslněn tou září!“
„Neboj se, příteli Boží, ty sám teď právě záříš stejně tak jako já; ty jsi také právě teď v plnosti a milosti Svatého Ducha, jinak bys mě nemohl vidět tak, jak mě vidíš.“
Zemřel, když klečel před ikonou Bohorodice, ve věku 74 let. Tato ikona se v současnosti nachází v domě katolického Společenství blahoslavenství v německém Bad Driburgu.

## Vztah ke starověrcům
Dostupné informace o vztahu Serafima Sarovského k ruským starověrcům se na některých místech rozcházejí. Na jedné straně, ve všech pamětech a biografiích, včetně sbírek jeho výroků, vystupuje jako jasný zastánce oficiální ruské církve a její hierarchie. Na druhé straně, ikony svatého Serafima ho obvykle zobrazují s lestovkou v levé ruce, a některých případech dokonce ve starověreckém mnišském oděvu (s mnišskou čepicí zvanou klobuk a s bronzovým křížem), takto je vyobrazen také na portrétu, který jako jediný vznikl za jeho života  Lestovka používaná svatým Serafimem je dodnes zachována v kolekci jeho osobních věcí.
Podle některých zdrojů, právě jeho sympatie ke starověrecké tradici, stály za tím, že oficiálně byl prohlášen za svatého poměrně dlouho po své smrti  pak by tedy zřejmě výroky negativně hodnotící starověrecký ritus, které jsou mu připisovány, byly výmysly jeho žáků, snažících se na něj vrhnout co nejvíce příznivé světlo v očích oficiálních církevních hodnostářů ruské církve. Podle některých autorů svatý Serafim také mohl pocházet z rodiny jedinověrců (starověrců v unii s papežem), nebo z rodiny tajných starověrců.
Přes všechny tyto spekulace, svatý Serafim a všechny jeho známé výroky jsou ve znamení odmítání ruského starověrectví. Většina starověreckých autorů zpochybňuje přesto snad všechny známé skutečnosti o svatém Serafimovi, včetně legitimity jeho svatořečení, a jeho jméno je častým námětem jejich polemik.

## Svaté ostatky
Roku 1903 byl Serafim Sarovský svatořečen Ruskou pravoslavnou církví. V rámci svatořečení byly 3. července 1903, vyzvednuty jeho ostatky z původního místa uložení v kostele svatých Zosimy a Sabatiuse, kde spočívaly do dne svatořečení. Car Mikuláš II. a carevna Alexandra Fjodorovna darovali novou cypřišovou rakev pro svaté relikvie. Dne 18. července 1903 vedl metropolita Anatolij poslední panichidu v Uspenské katedrále v Sarově, za účasti carské rodiny. To byly poslední modlitby za Serafima, jako služebníka Božího; od té chvíle už jsou další modlitby směřovány k němu, jako svatému.
Po bolševické revoluci sovětské orgány systematicky utlačovaly všechny náboženské skupiny. Sebraly mnoho ostatků svatých, včetně ostatků svatého Serafima a místo jejich výskytu bylo dlouho veřejnosti neznámé. Roku 1991 byly ostatky svatého Serafima metropolitou znovuobjeveny po sedmdesáti letech ukrývaní v Sovětském muzeu ateismu. To způsobilo nejen v Rusku, ale v celém pravoslavném světě obrovskou senzaci. Procesí, které se vytvořilo spontánně na jejich uctění je pěšky přeneslo z Moskvy do Divejevského kláštera, kde odpočívají dodnes. Tuto událost sám Serafím předpověděl: Řekl, že až se jeho ostatky vrátí, bude národ vědět, že začíná zmrtvýchvstání Ruska. Stejně tak předpověděl, že zanikne carství vyvražděním poslední carské rodiny a ruský lid bude krutě utlačován, církev zle pronásledována. Přirovnal to k babylonskému zajetí. A obojí trvalo 70 let. Od Říjnové revoluce r. 1917 do r. 1989. Předpověděl, že na začátku útisku oněmí zvon moskevského Kremlu a opět se rozezní, až nastane čas obrození. Ač to bylo tehdy nepředstavitelné, stalo se. Komunisté zakázali tímto zvonem zvonit a až o Velikonocích 1991 směl opět zaznít a dle předpovědi oznamoval, že přicházejí pro Rusko nové červánky.
Ještě zbývá slíbené duchovní znovuzrození Ruska, které se má podle předpovědí začít uskutečňovat za našich dnů.

## Výroky
- „Získej vnitřní pokoj a tisíce (lidí) okolo tebe naleznou spásu.“

- „Je nezbytné, aby Svatý Duch vstoupil do našich srdcí. Vše dobré co činíme, děláme pro Krista, je nám dáno skrze Svatého Ducha, a především modlitbou, která je nám vždy k dispozici.“[17]

- „Velmi užitečné je číst Bibli. Za tento skutek, mimo jiných činů, nenechá Hospodin člověka bez své milosti, ale daruje mu dar pochopení.“

- „Člověk, který skutečně miluje Boha, považuje se za poutníka a cizince na této zemi, neboť ve svém směřování k Bohu poznává duší i rozumem jen Jeho jediného.“

- „Duševní mír se získává skrze smutky. Svaté Písmo praví: „Vešli jsme do ohně i vody, avšak Ty jsi nás vyvedl k hojnosti“ (Ž 66,12). Život těch, kteří chtějí splnit vůli Boží, sestává z mnohých smutků a utrpení. Jak máme potom oslavovat a chválit svaté mučedníky za utrpení, která vytrpěli pro víru v Hospodina, když nemůžeme vydržet ani horečku nebo zimnici?!

- „Kdo miluje sebe, ten nemůže milovat Boha. A kdo nemá rád sebe kvůli lásce k Bohu, ten miluje Boha.“[18]